# Cimetière des Anglais (Lisbonne)
Le Cemitério dos Ingleses de Lisboa, initialement connu sous le nom d'Inglesinhos, est situé Rua de São Jorge, à côté de la Basilique et du célèbre Jardim da Estrela.

## Histoire
Le traité signé en 1654 entre le Portugal en passe de reconquérir son indépendance et son ancien allié, l'Angleterre, est à l'origine de ce cimetière de Lisbonne où reposent des vestiges de l'histoire liés à une poignée de nations européennes,,,.
Dans le traité paraphé à Westminster le 10 juillet 1654 entre Oliver Cromwell et le représentant du roi D. João IV, le Portugal s'engage à respecter la religion de la communauté britannique à ses frontières, nombreuse en raison des relations commerciales et maritimes traditionnelles entre les deux pays. Grâce à l'apostille « et qu'un lieu soit prévu pour enterrer leurs morts » dans cet accord, à partir du XVIIIe siècle, les protestants de Lisbonne - pas seulement les Anglais - ont pu éviter d'avoir à jeter les corps de leurs proches à la mer ou le Tage, ou les enterrer dans des terres non consacrées, en raison de l'interdiction catholique d'admettre des « hérétiques » dans leurs églises et cimetières. Le terrain du cimetière a été construit entre 1717 et 1721, est entré en service en 1724, n'étant officiellement accordé aux sujets britanniques qu'en 1771. Aussi connu sous le nom de Cimetière des Cyprès, il tire son nom du fait que le tribunal de l'Inquisition a ordonné la plantation d'un mur de cyprès autour du périmètre du cimetière pour empêcher les catholiques de voir les tombes des protestants, ayant considéré cet espace comme le « terrain des hérétiques ». La chapelle mortuaire du cimetière anglais, financée par le consul néerlandais Daniel Gildemeester (1714-1793), également enterré ici, fut achevée en 1794,,,,.
La tranquillité, la végétation exubérante et la beauté de certains des monuments funéraires de cet espace, qui abrite également la chapelle de São Jorge, construite en 1889 après un incendie qui a détruit la précédente, datant de 1822, avec des services anglicans, cachent la réalité de ses premières décennies de fonctionnement. Beaucoup de ceux qui sont enterrés étaient de pauvres marins, surtout d'origine anglaise mais aussi hollandaise, qui n'ont pas de plaque ou de pierre tombale à leur mémoire et qui, dans de nombreux cas, n'apparaissent même pas dans les registres existants. Presque toutes les tombes sont couronnées de parterres d'arbustes, les allées les plus anciennes sont tapissées de mousse, et il y a d'immenses dragonniers, de grands cyprès et des palmiers géants qui poussent entre les tombes gothiques et les croix celtiques,,.
Parmi les morts du XVIIIe siècle qui jouissaient d'honneurs et de grands monuments figure le dramaturge et romancier satirique anglais Henry Fielding (1707-1754), décédé lors d'un voyage au Portugal en 1754 au cours duquel il cherchait un changement de décor qui améliorerait sa santé détériorée.
Une période d'activité particulière au cimetière fut les affrontements avec les troupes napoléoniennes, vers 1800, alors que les Britanniques envoyaient des soldats pour aider le Portugal. Le défunt le plus célèbre de cette période est le soldat et prince allemand Christian August de Waldeck (1744-1798), dont l'habileté à conseiller l'armée portugaise a conduit la couronne portugaise à ériger une immense pyramide de marbre comme monument funéraire en son honneur.
Malgré le mélange des nationalités dans les tombes, le cimetière appartient à la Couronne anglaise et indirectement le gouvernement britannique est toujours responsable du lieu, même s'il ne maintient pas de financement du Royaume-Uni.

## Galerie

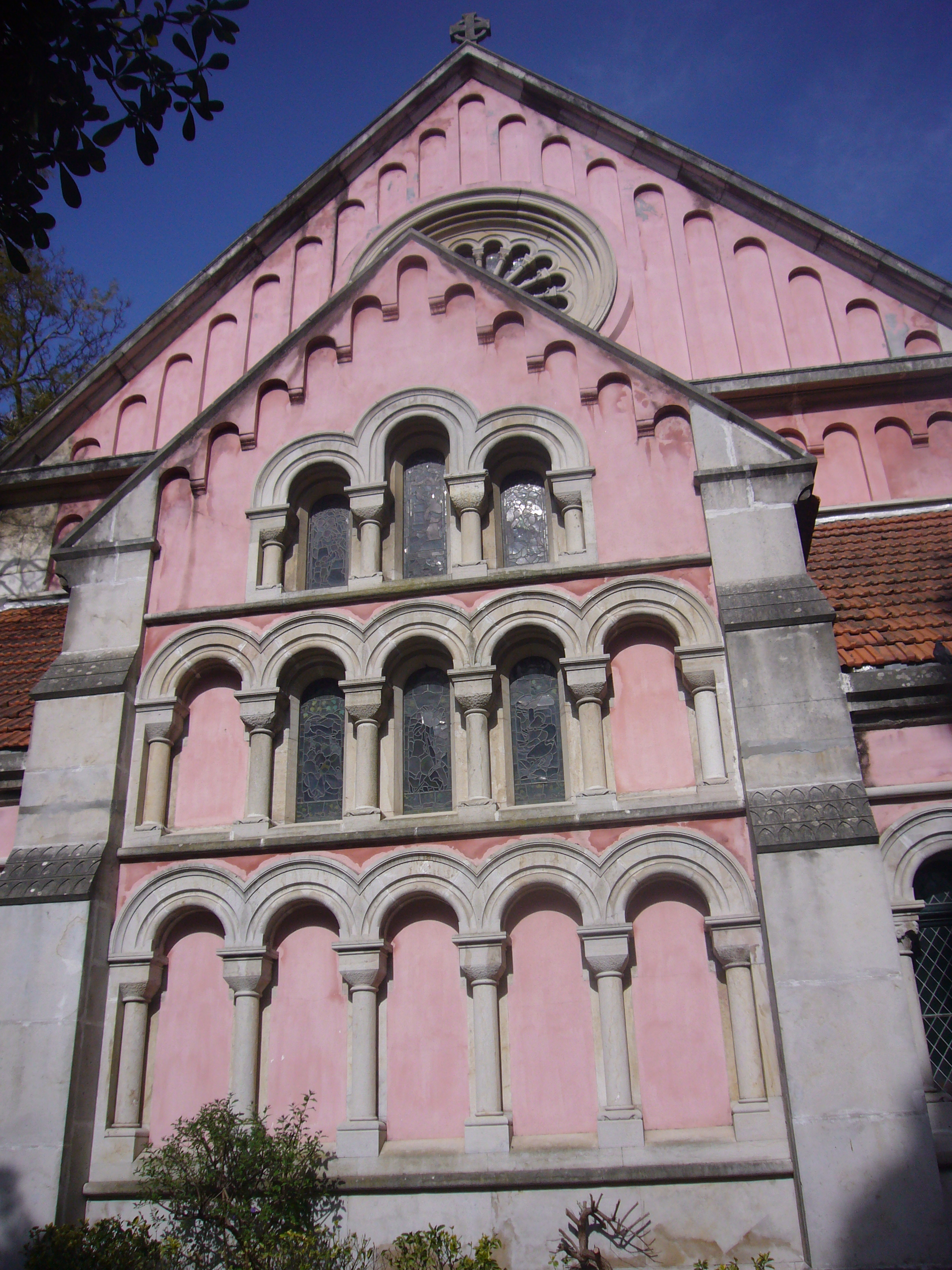
Chapelle de São Jorge
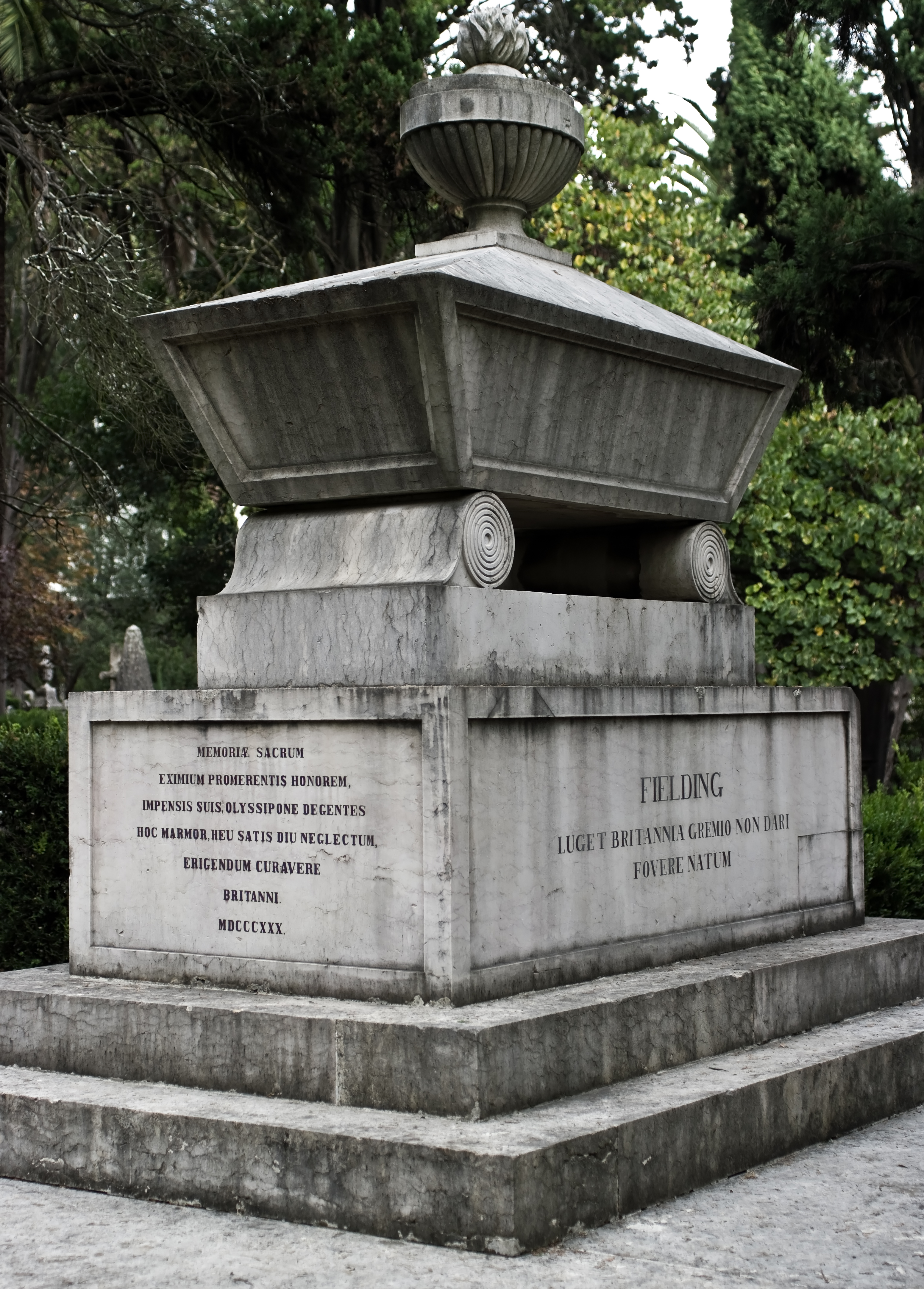
Tombe de Henry Fielding
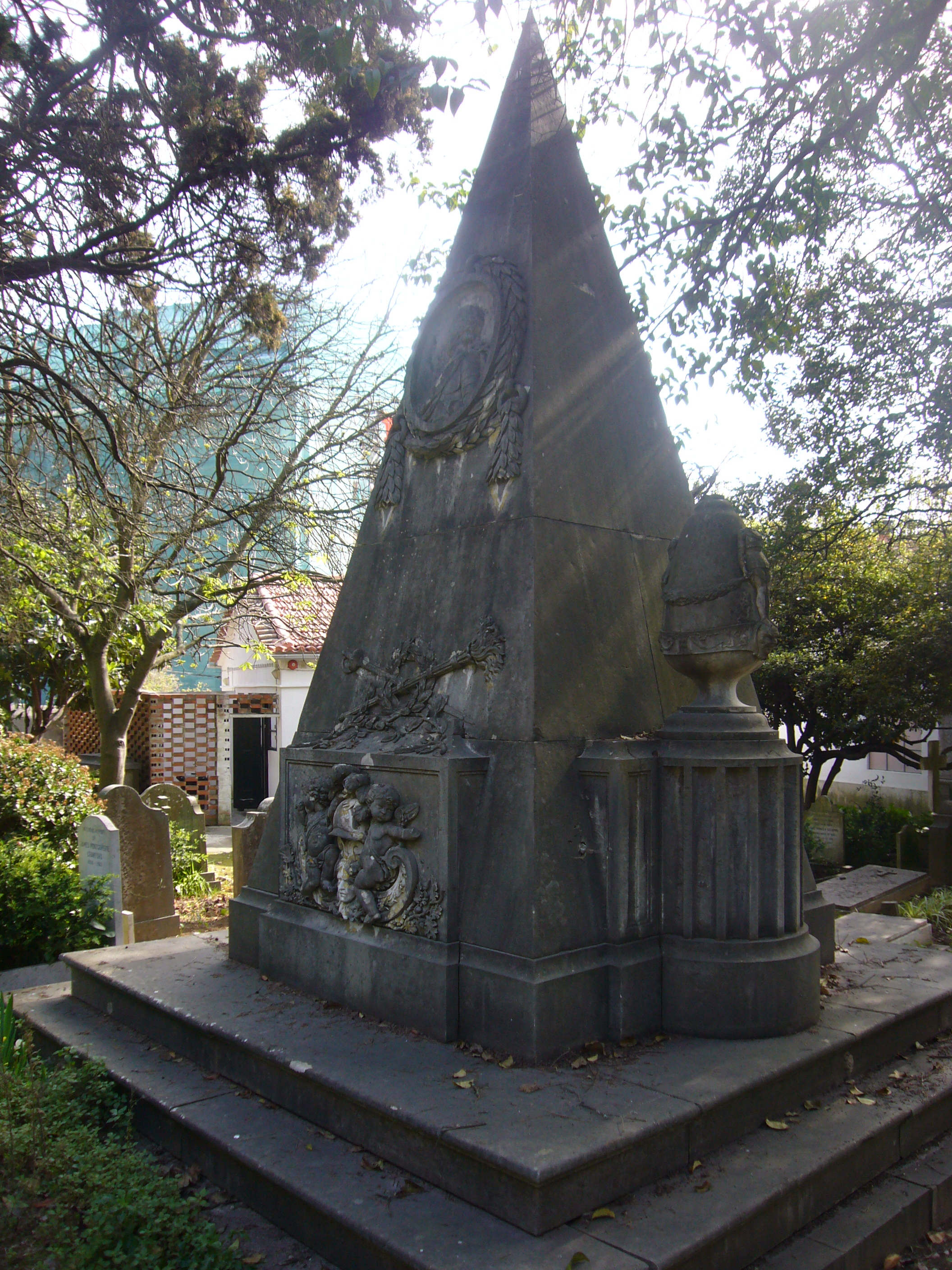
Tombe de Christian Auguste de Waldeck
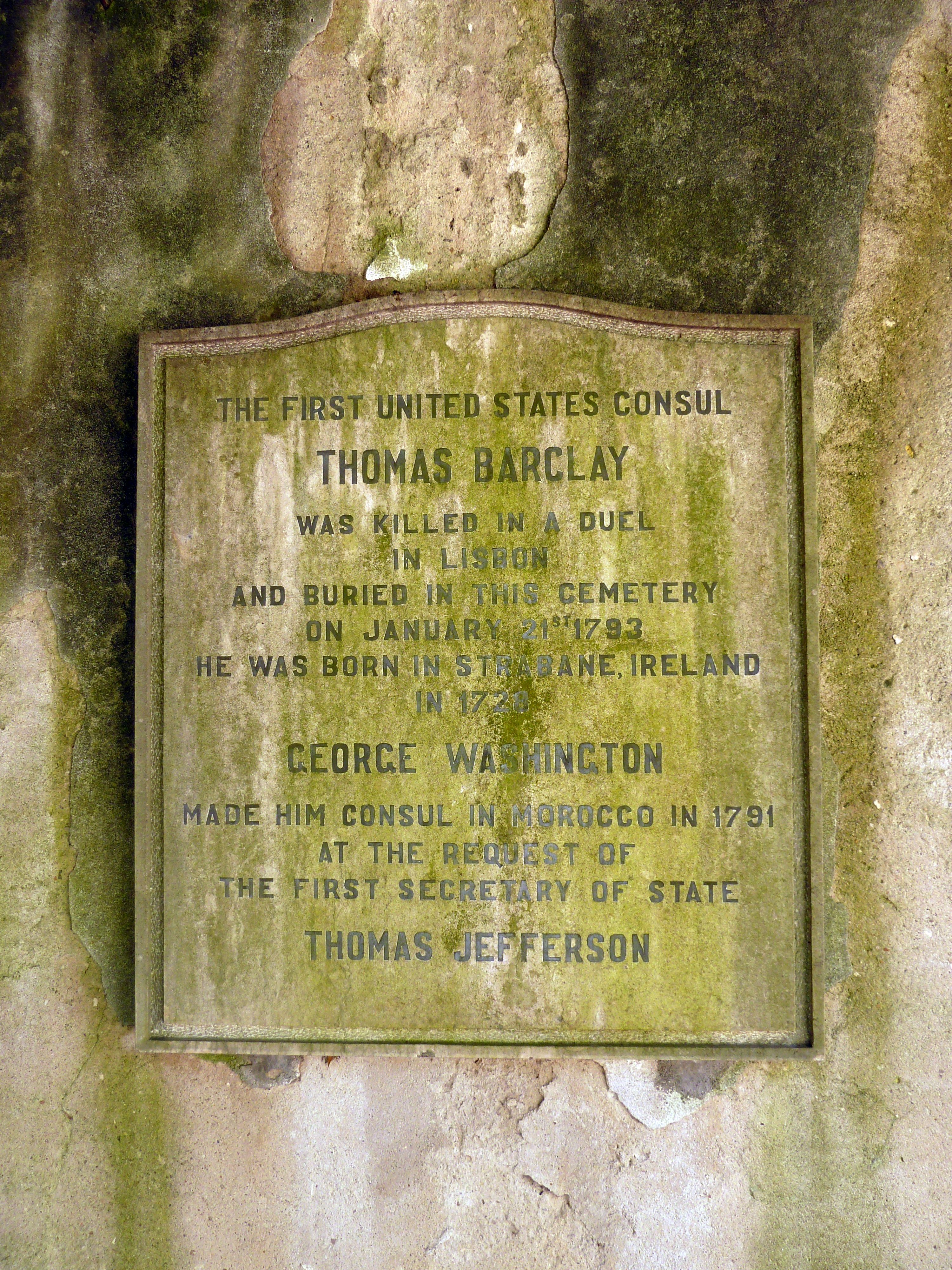
Tombe de Thomas Barclay
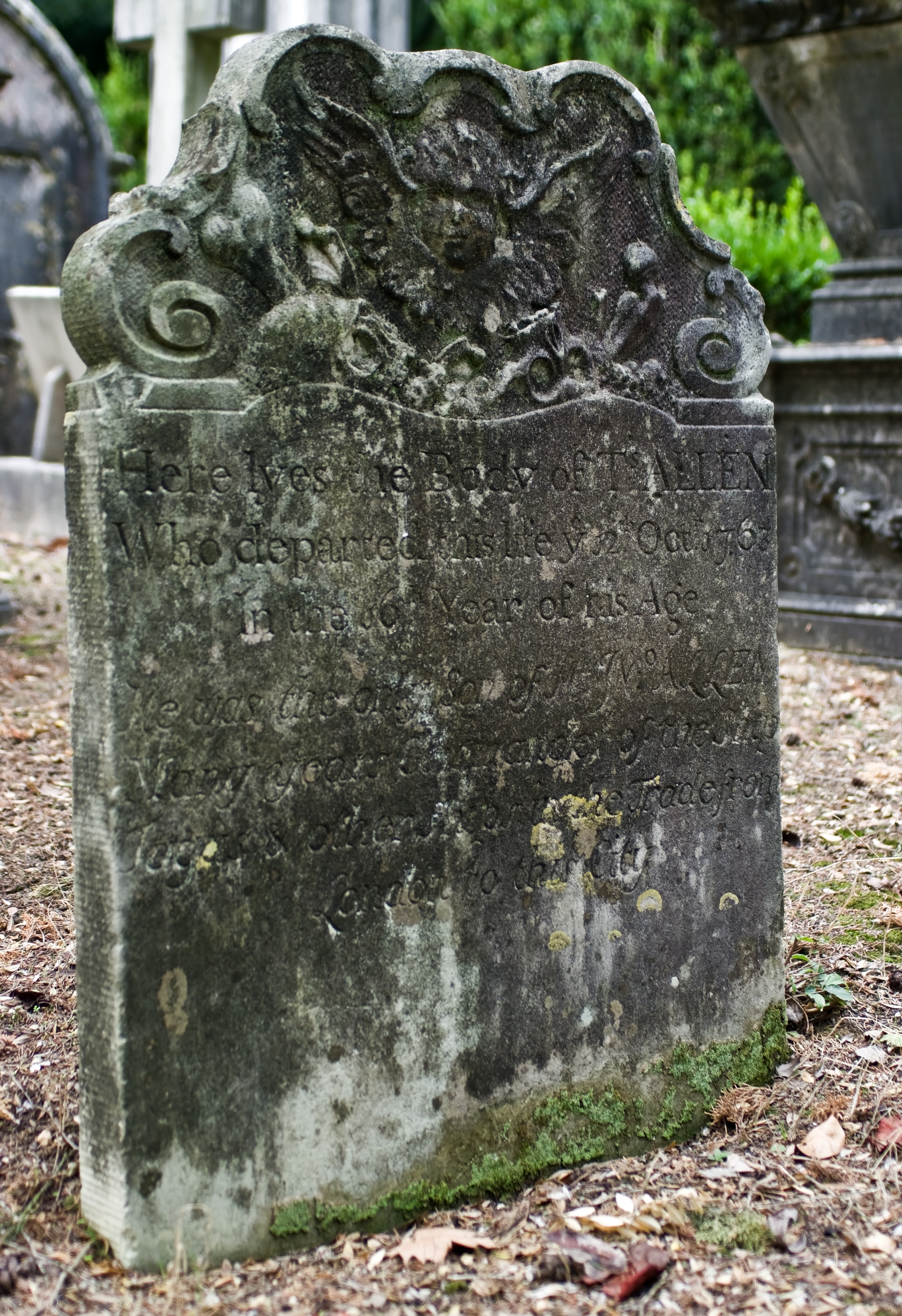
Tombe de Thomas Allen
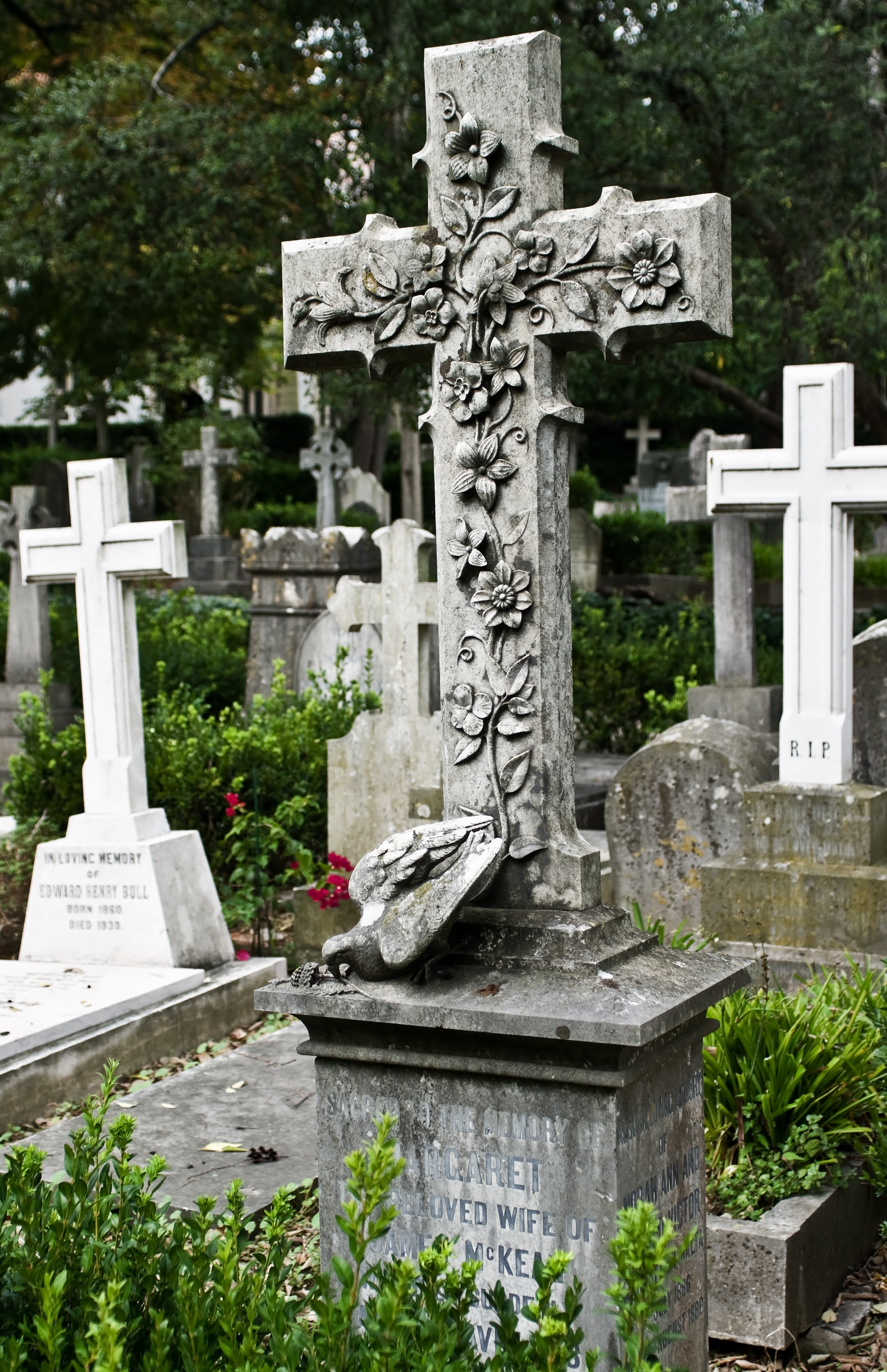
Tombe de Margaret McKean
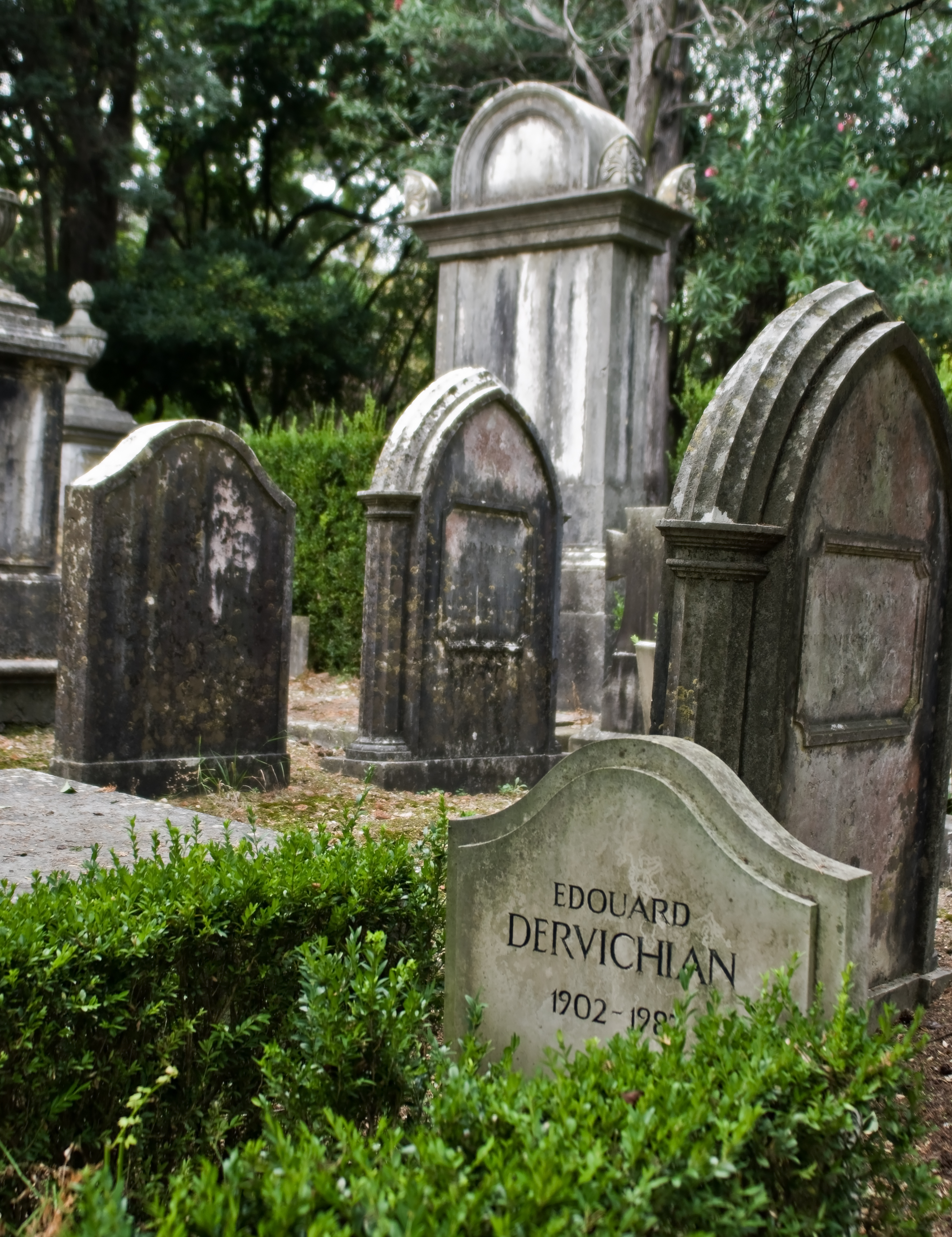
Tombe de Edouard Dervichian
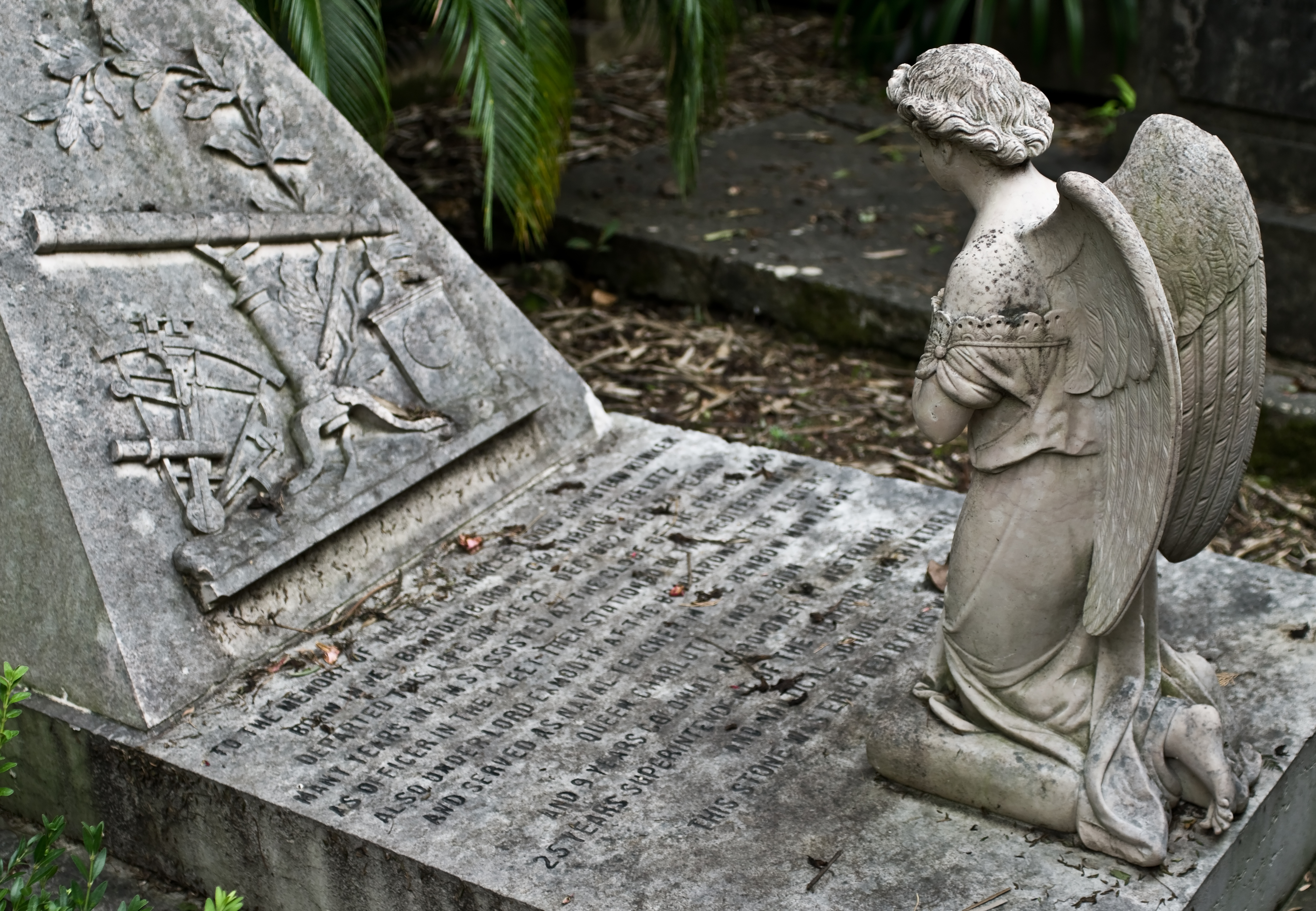
Tombe de Karl Rümker
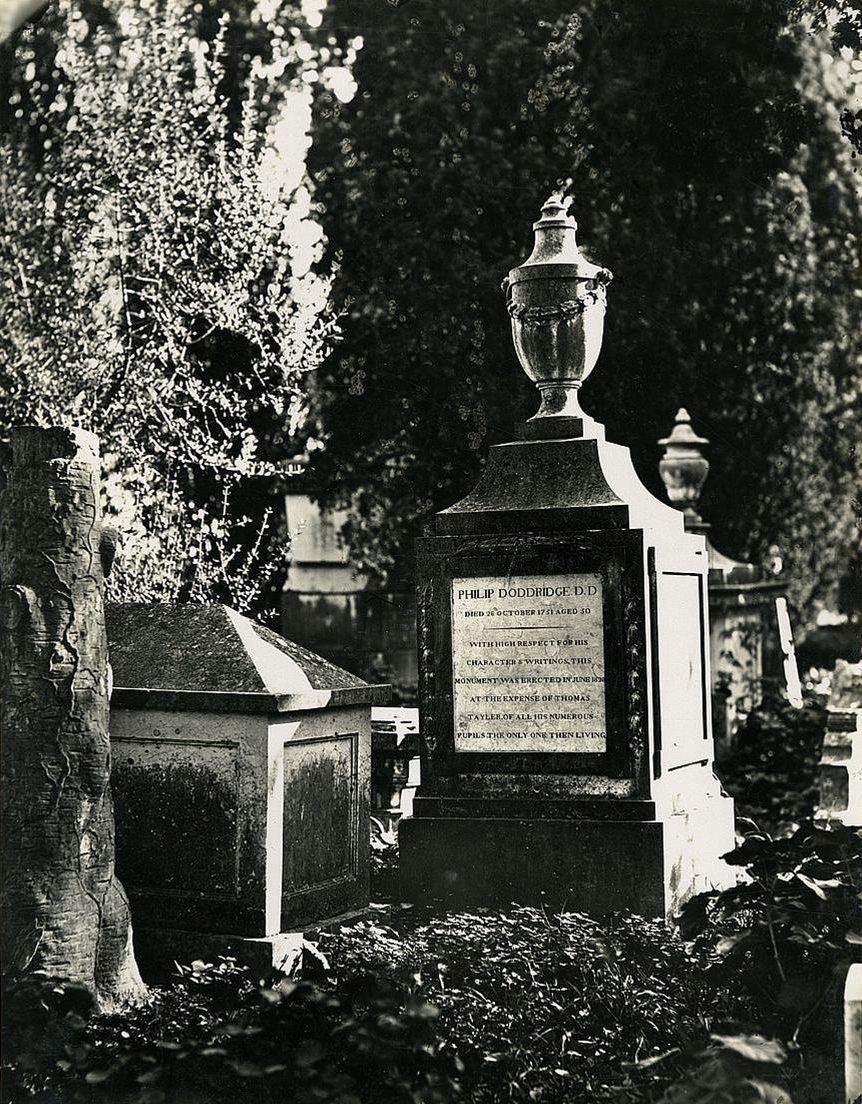
Tombe de Philip Doddridge
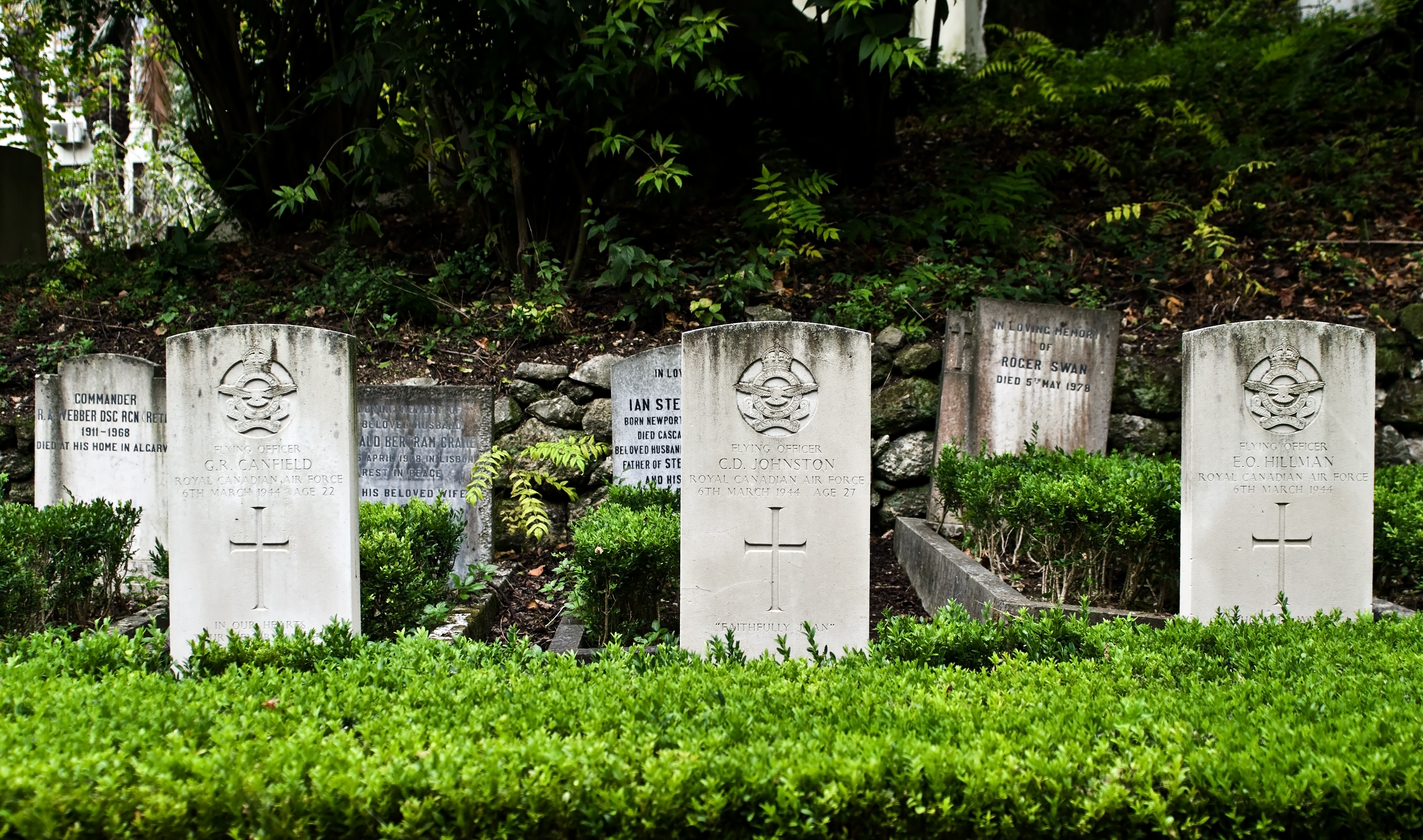
Tombes des officiers d'aviation de la Royal Air Force Canfield, Johnston e Hillman, tombés pendant la Seconde Guerre mondiale
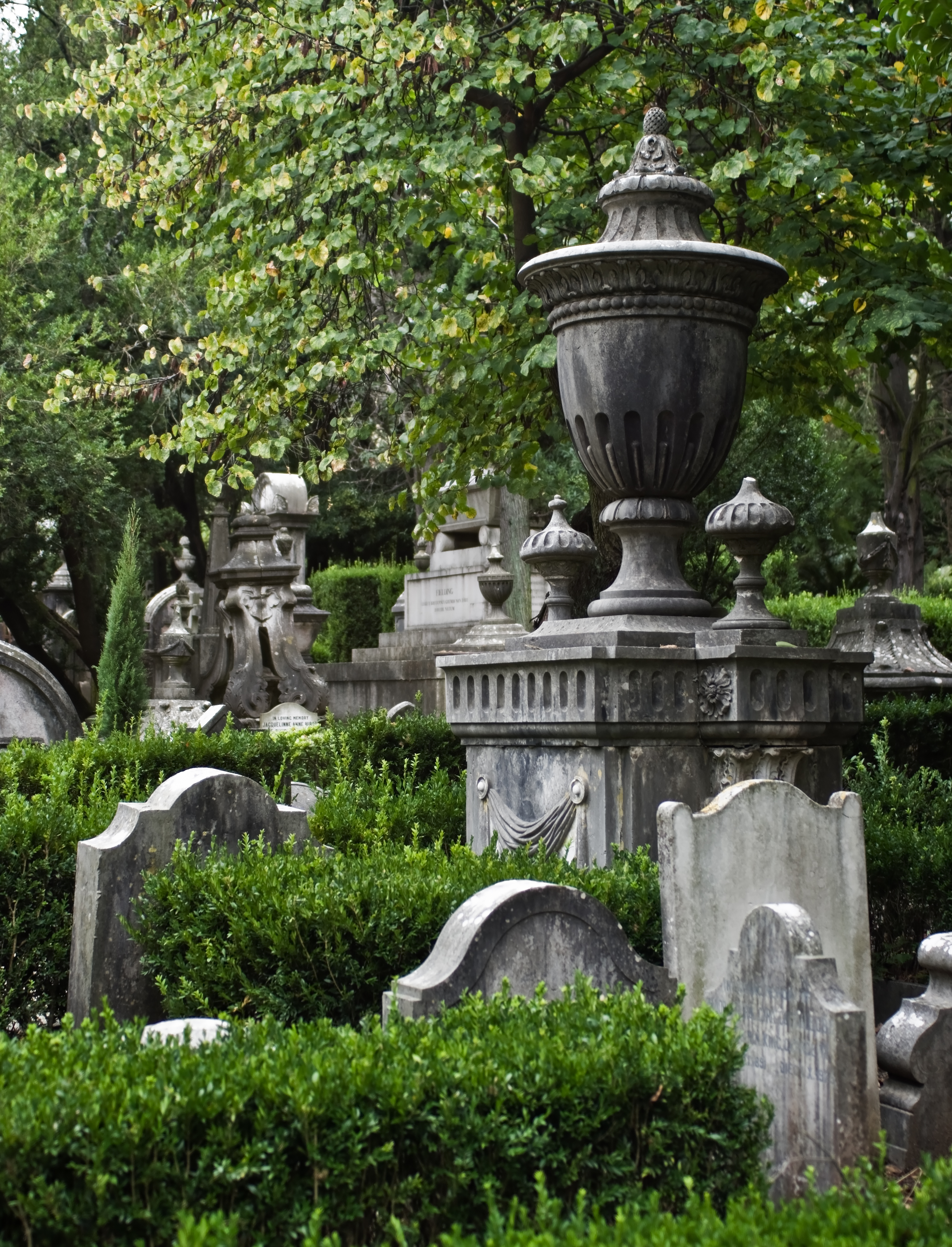
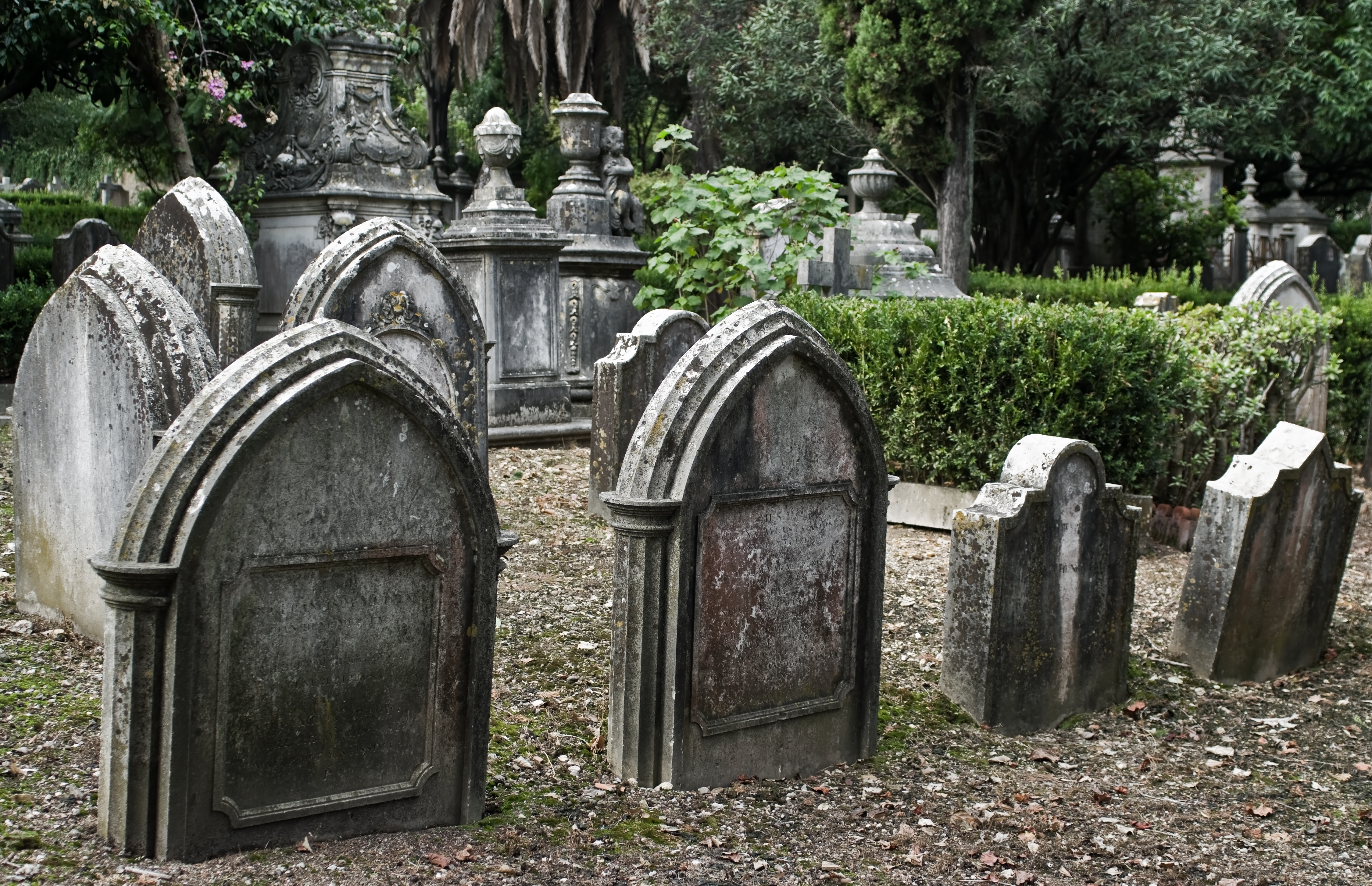
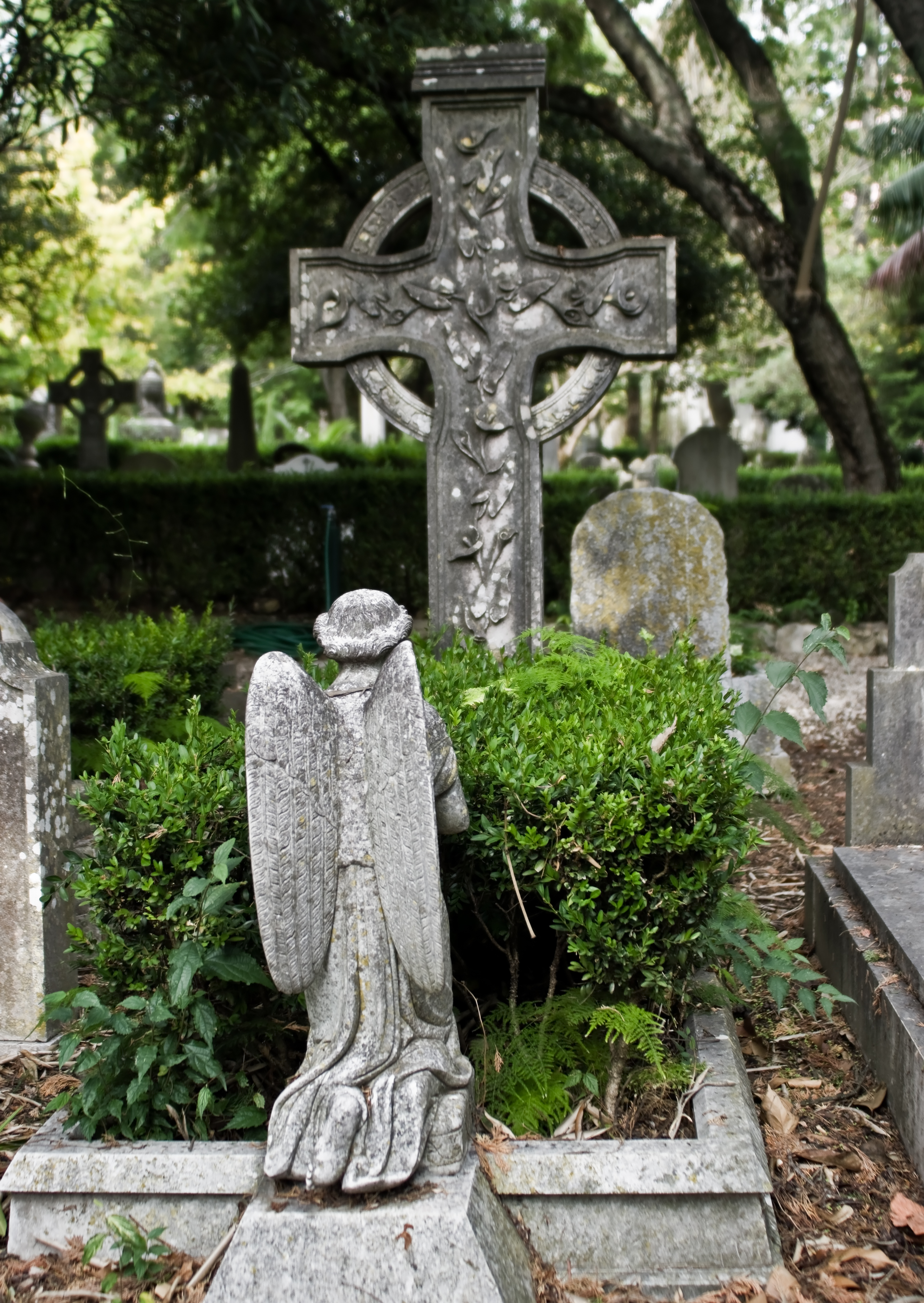
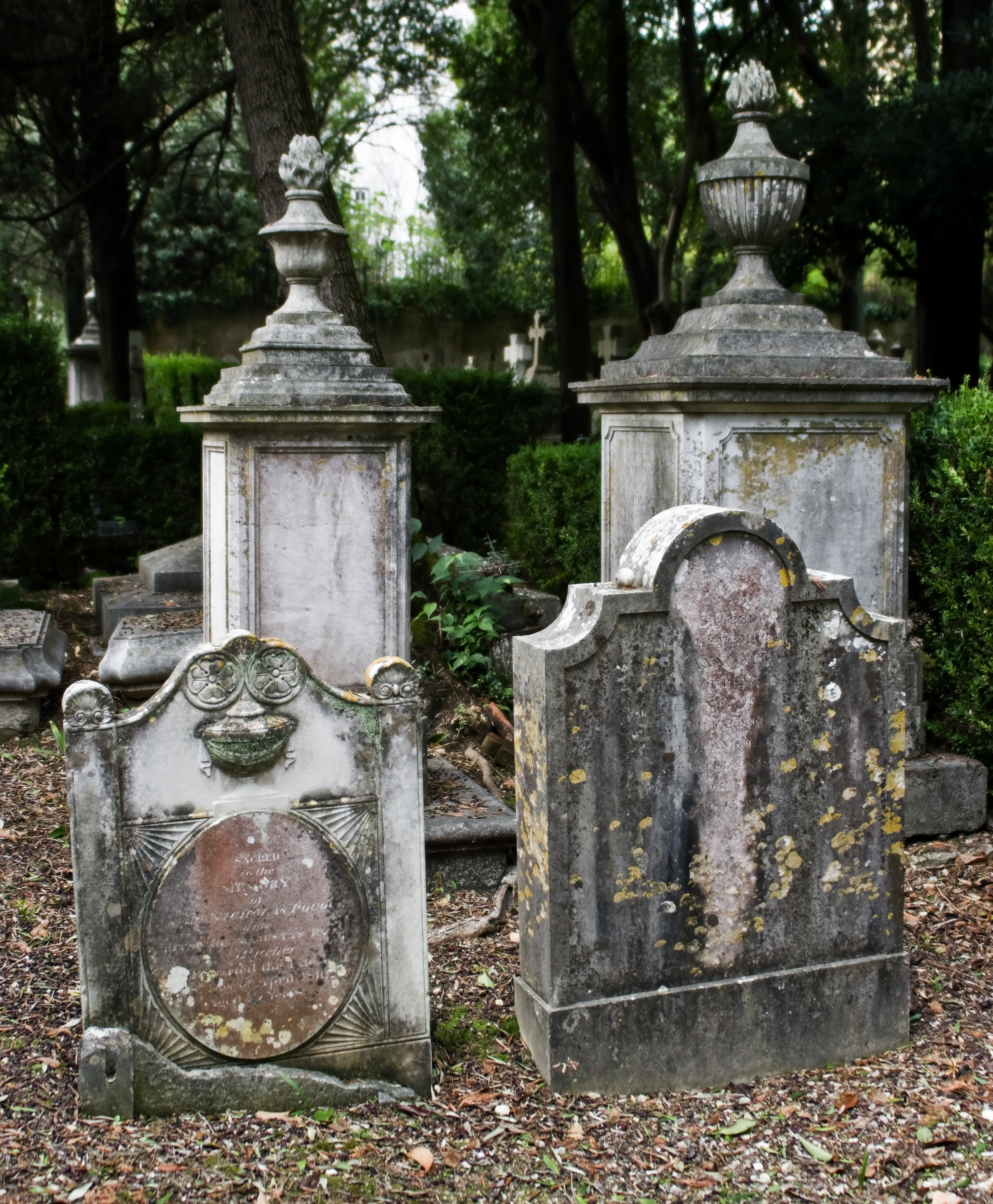
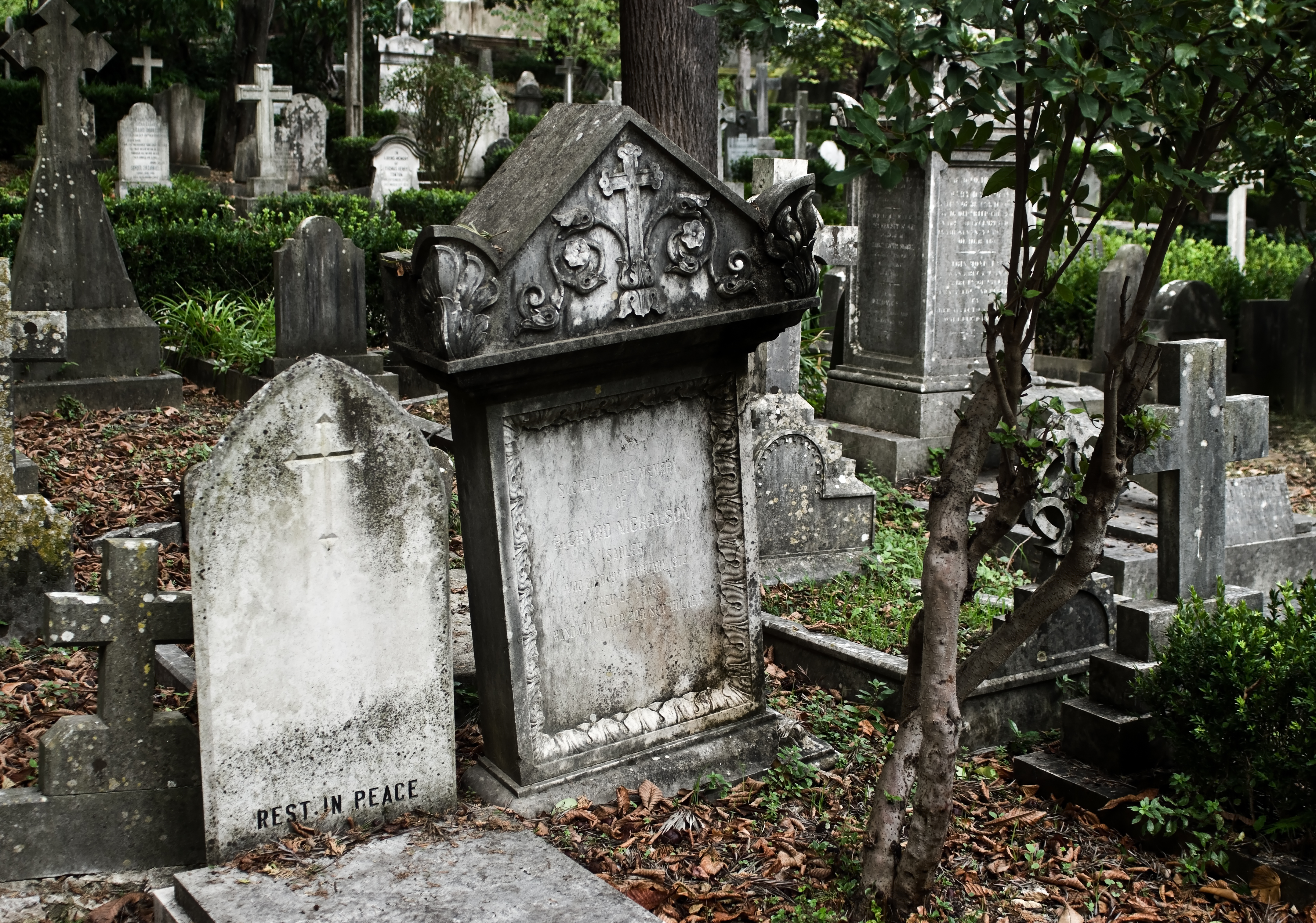